# Werkzeugschleifen

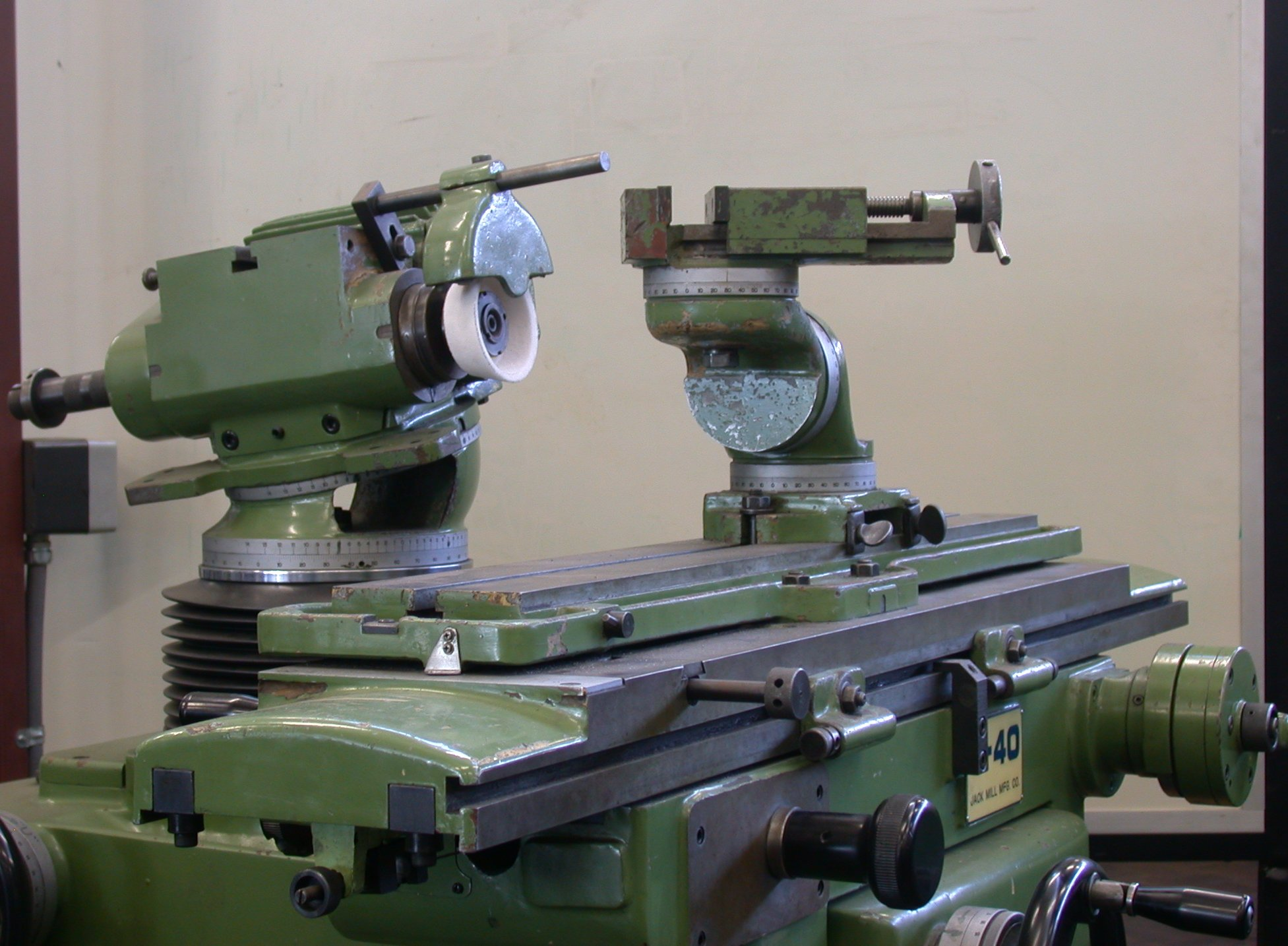
Werkzeugschleifmaschine

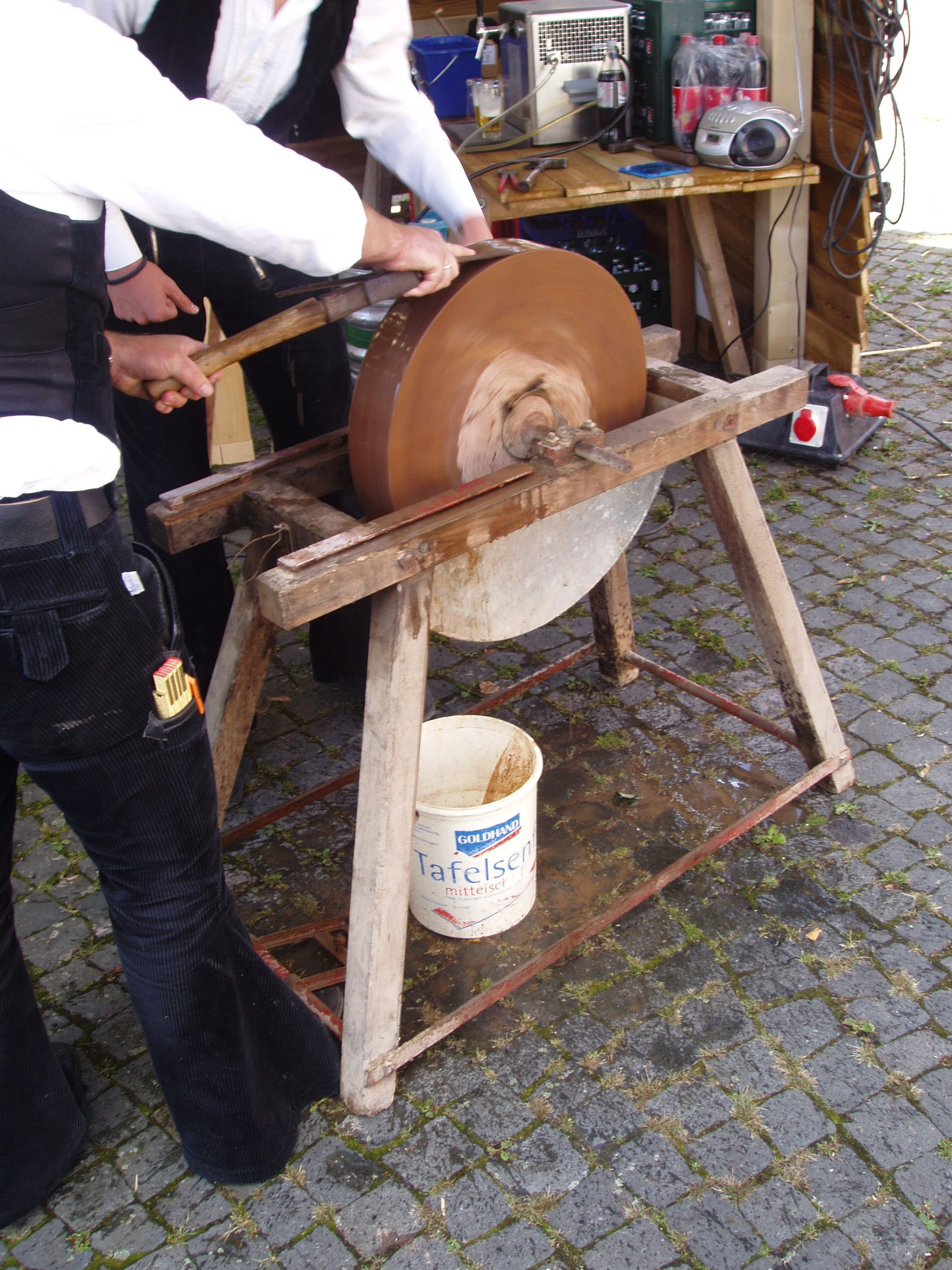
Traditionelles Schleifen von Zimmererwerkzeugen

Werkzeugschleifen ist als Teilbereich des Schleifens ein spanendes Fertigungsverfahren mit Schleifmitteln, um Schneidwerkzeuge herzustellen oder nachzuschärfen.

## Werkzeug schärfen
Schneidwerkzeuge zur spanenden Bearbeitung in der Metall-, Holz- und Kunststoffbearbeitung werden nach der Abstumpfung durch nachschärfendes Schleifen wieder einsatzfähig gemacht, indem die Werkzeugschneide wieder in die richtige Schneidengeometrie gebracht wird. Dieses Nachschleifen stellt die Güte der Fläche an der Schneide wieder her und verbessert somit sowohl die Schneidqualität als auch die Haltbarkeit und damit die Wirtschaftlichkeit des Werkzeugs. Nachgeschärft werden können Werkzeuge wie Meißel, Beitel, Drehmeißel, Hobelmeißel, Fräser, Bohrer, Gewindebohrer, Schneideisen, Reibahlen, Senker, Räumnadeln und Sägeblätter. 

## Schneiden herstellen
Zum Werkzeugschleifen im weiteren Sinne gehört auch die Neuherstellung von Zerspanungswerkzeugen. Zum Teil werden die Werkzeuge durch gröbere Verfahren wie zum Beispiel Walzen oder Fräsen vorgearbeitet, bevor als letzter Arbeitsgang die eigentliche Schneidkante geschliffen wird, zum Teil werden Werkzeuge komplett aus dem vollen Rundstab durch Werkzeugschleifen hergestellt.

## Schleifwerkzeuge
Das Werkzeugschleifen erfolgt auf Werkzeugschleifmaschinen, die entweder manuell bedient werden, einen automatischen Ablauf besitzen, der manuell gestartet wird oder über CNC-gesteuerte Maschinen.
Werkzeuge aus HSS werden mit Schleifscheiben aus CBN oder Korund geschärft, während für Werkzeuge aus Hartmetall Diamant-Schleifscheiben zum Einsatz kommen.
Das Werkzeugschleifen wird oft als Dienstleistung von handwerklich strukturierten Werkzeugschleifereien ausgeführt. Der Beruf im Handwerk ist der Präzisionswerkzeugmechaniker.